# Javier Becker
Javier Andrés Becker Marshall (Santiago,19 de abril de 1957), diplomático chileno, se desempeñó como embajador de Chile en la República de Guatemala desde 2018 hasta 2022.

## Biografía
Tras estudiar en la Escuela de Derecho de la Universidad de Chile, ingresa a la Academia Diplomática Andrés Bello, desempeñándose posteriormente como Secretario y Consejero en países como Kenia, Austria, Colombia, Noruega y Estados Unidos.
En su última destinación, antes de asumir como Embajador, ejerció como Ministro Consejero en la Embajada de Chile en Canadá.
Asimismo ha desempeñado una importante labor en las distintas Direcciones del Ministerio de Relaciones Exteriores, entre ellas, la Dirección de Política Multilateral. También ha formado parte de las delegaciones de Chile en numerosos encuentros del Sistema de Naciones Unidas y otros organismos internacionales como la Organización para la Cooperación y el Desarrollo Económico (OCDE), la Organización Mundial de Comercio (OMC), MERCOSUR y UNASUR.
A lo largo de su carrera diplomática ha sido condecorado por los gobiernos de Austria y Noruega.

## Vida Privada
Actualmente está casado con Ana Regina González Molina (n. Guatemala; 15 de mayo) con la cual tuvo 2 hijos.